# Безукладовка (Токарёвский район)
Безукла́довка — деревня в Токарёвском районе Тамбовской области России. Административный центр Безукладовского сельсовета.

## География
Деревня находится на западной границе рабочего посёлка Токарёвка, административного центра района.

### Часовой пояс
Деревня Безукладовка, как и вся Тамбовская область, находится в часовой зоне МСК (московское время). Смещение применяемого времени относительно UTC составляет +3:00.

## Население
| 2002 | 2010 |
| ---- | ---- |
| 758  | ↘657 |

### Национальный состав
Согласно результатам переписи 2002 года, в национальной структуре населения русские составляли 98 % из 758 чел.